# Ruminação
A ruminação é a regurgitação repetida e remastigação dos alimentos, típica dos ruminantes. O processo consiste no retorno do bolo alimentar do rúmen para boca, onde é remastigado, na presença de maior quantidade de saliva, e posteriormente redeglutido. A ruminação depende de contrações cíclicas do rúmen e do retículo, as quais conduzem o alimento até o esfíncter cárdico, que relaxa também ciclicamente e força passagem para o esôfago, no qual movimentos antiperistálticos levam o alimento regurgitado até a boca.